# Улица Вячеслава Радченко
Улица Вячеслава Радченко (укр. Вулиця В'ячеслава Радченка) — улица в Новозаводском районе города Чернигова. Пролегает от улицы Вячеслава Черновола до улицы Любечская.
Примыкает Старобелоусский переулок.

## История
Улица была проложена в начале 20 века.
В 1956 году была основана «Черниговская макаронная фабрика» на базе артели имени Сталина. 
Носила название улица Коминтерна — в честь Коммунистического интернационала — международной организации, объединявшей коммунистические партии различных стран в 1919—1943 годах.
12 февраля 2016 года улица получила современное название — в честь первого директора Черниговского завода синтетического волокна Вячеслава Яковлевича Радченко, согласно Распоряжению городского главы В. А. Атрошенко Черниговского городского совета № 46-р «Про переименование улиц и переулков города» («Про перейменування вулиць та провулків міста»)
Ранее (на 2001 год) парная сторона (перед поворотом в северном направлении) была занята территорией завода строительных материалов № 2, сейчас здесь возведены два 10-этажных дома (относятся к Старобелоусской улице).

## Застройка
Улица пролегает в западном направлении, затем в северо-восточном направлении. Имеет проезд к Старобелоусской улице, далее после примыкания Старобелоусского переулка имеет проезд с тупиком. Начало улицы (до поворота в северном направлении) занято усадебной и частично многоэтажной жилой (5-этажные дома, один 2-этажный) застройкой. Конец улицы занят территорией промышленных предприятий и усадебной застройкой. 
Учреждения:
1. дом № 23 — «Черниговская макаронная фабрика»